# Bithorax complex

Ekspresja genów Homeobox u muszki owocowej

Bithorax complex (BX-C) – grupa genów homeotycznych u Drosophila melanogaster. Uznaje się, że kontrolują one różnicowanie się segmentów odwłokowych i tylnych tułowiowych. BX-C leży na chromosomie III. Gdy zajdzie mutacja w obrębie tego zespołu genów, trzeci segment tułowia staje się powtórzeniem segmentu drugiego tułowia. W efekcie tworzy się właściwie drugi tułów. Może to zaowocować pojawieniem się drugiej pary skrzydeł, drugim żołądkiem i duplikacją cech tułowia w różnym stopniu.
Zespół BX-C obejmuje geny Ultrabithorax (Ubx), Abdominal A (abd-A) i Abdominal B (Abd-B).
Calvin Bridges odkrył Bithorax u muszek w 1915. Później Edward B. Lewis nadał mu używaną dzisiaj nazwę Bithorax, przeprowadził też dalsze badania. Zaproponował model w czasopiśmie naukowym Nature w 1978. Za to osiągnięcie otrzymał nagrodę Nobla.